# Laguna Las Chaquiras
La laguna Las Chaquiras es un lago de origen glacial, en el departamento Minas, al norte de la provincia del Neuquén, Patagonia argentina.
El lago se extiende de suroeste a noreste, a unos 1595 metros de altura. Se encuentra a 900 metros al suroeste de la laguna Negra y menos de 3 kilómetros de la frontera con Chile.
Está rodeado de bosques de notofagáceas que pueblan sus orillas. Está rodeado de altas montañas. Su emisario desemboca en la laguna Negra.
La laguna es la primera de un eslabón de una cadena de pequeños lagos cuyas emisarios del río Nahueve, un tributario importante del río Neuquén. Esta cadena de lagos incluyen aguas arriba y aguas abajo: la Laguna Epulafquen inferior, Laguna Negra y la Laguna Epulafquen superior. El río Nahueve nace del lago en su extremo sureste y desemboca cerca de la localidad de Andacollo.